# Японська кухня

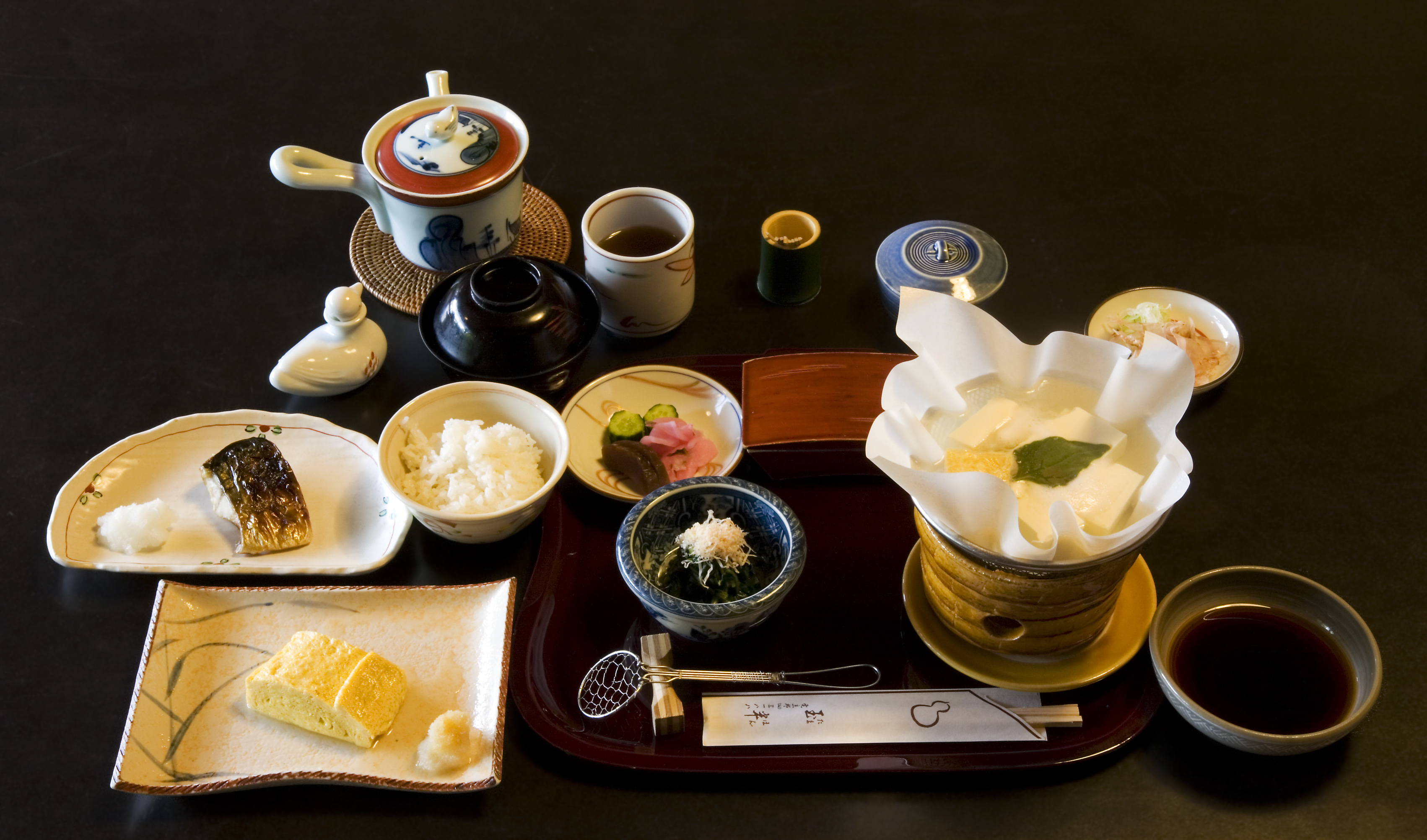
Сніданок традиційної японської кухні: рис, закуски, суп-місо, соєвий сир тофу, смажена скумбрія, омлет і соєвий соус (традиційний готель Тамахан, Кіото)

Япо́нська ку́хня (яп. 日本料理, にほんりょうり — ніхон рьорі; яп. 和食, わしょく — вашьоку) — національна кухня японців. Нематеріальна культурна спадщина ЮНЕСКО (з 2013). Характерними рисами є сезонність харчування, свіжість продуктів, слабка обробка приправами, збереження первісного вигляду і смаку харчів, цінування зовнішнього вигляду страви і посуду. Основні страви — варений рис та рисова настойка саке. Решта японських наїдків готуються, як закуски до них, переважно з овочів та морепродуктів — риби, водоростей, молюсків. Основні приправи — бульйон даші, соєвий соус, бобова паста місо. Найвідоміші страви — суші, сашімі, овочевий суп-місо, локшинний суп рамен, гречана локшина соба тощо. Страви споживають паличками. Страви кухні класифікують на західнояпонські (Кіото, Осака, Хірошіма, Фукуока) та східнояпонські (Наґоя, Йокогама, Токіо, Сендай). Перші мають тендітний і невимушений смак, другі — насичений смак і сильний аромат. До японської кухні зрідка відносять айнську та окінавську кухні — національні кухні айнів та рюкюсців.

## Рис
Рис — японський хліб, без якого не можна помислити традиційний стіл. Культура вирощування рису стала частиною національного світогляду синто: ставлення до рису має сакральний характер. Вирощування цієї культури вимагає маси ручної колективної роботи. Вважається, що саме з цим пов'язана традиція жити великими сім'ями під одним дахом та займатися спільною працею. Більшість традиційних свят та фестивалів також мають безпосередній стосунок до вирощування рису. Існує також так званий національний рисовий місяць, сама ця назва виявляє роль цієї культури в Японії. Найчастіше японці їдять рис без будь-яких приправ, масла і навіть солі, пояснюючи це тим, що рис і без того має тонкий та багатий смак. На відміну від європейської кухні рис у Японії вважається не гарніром, а головною стравою, до якого можуть додаватися окадзу. Іншим прикладом додавання до рису інгредієнтів та приправ є суші, одна із найпопулярніших страв японської кухні. Для приготування цієї страви використовують заздалегідь оброблений рис, здобрений оцтом та заправлений цукром.

## Риба і м'ясо

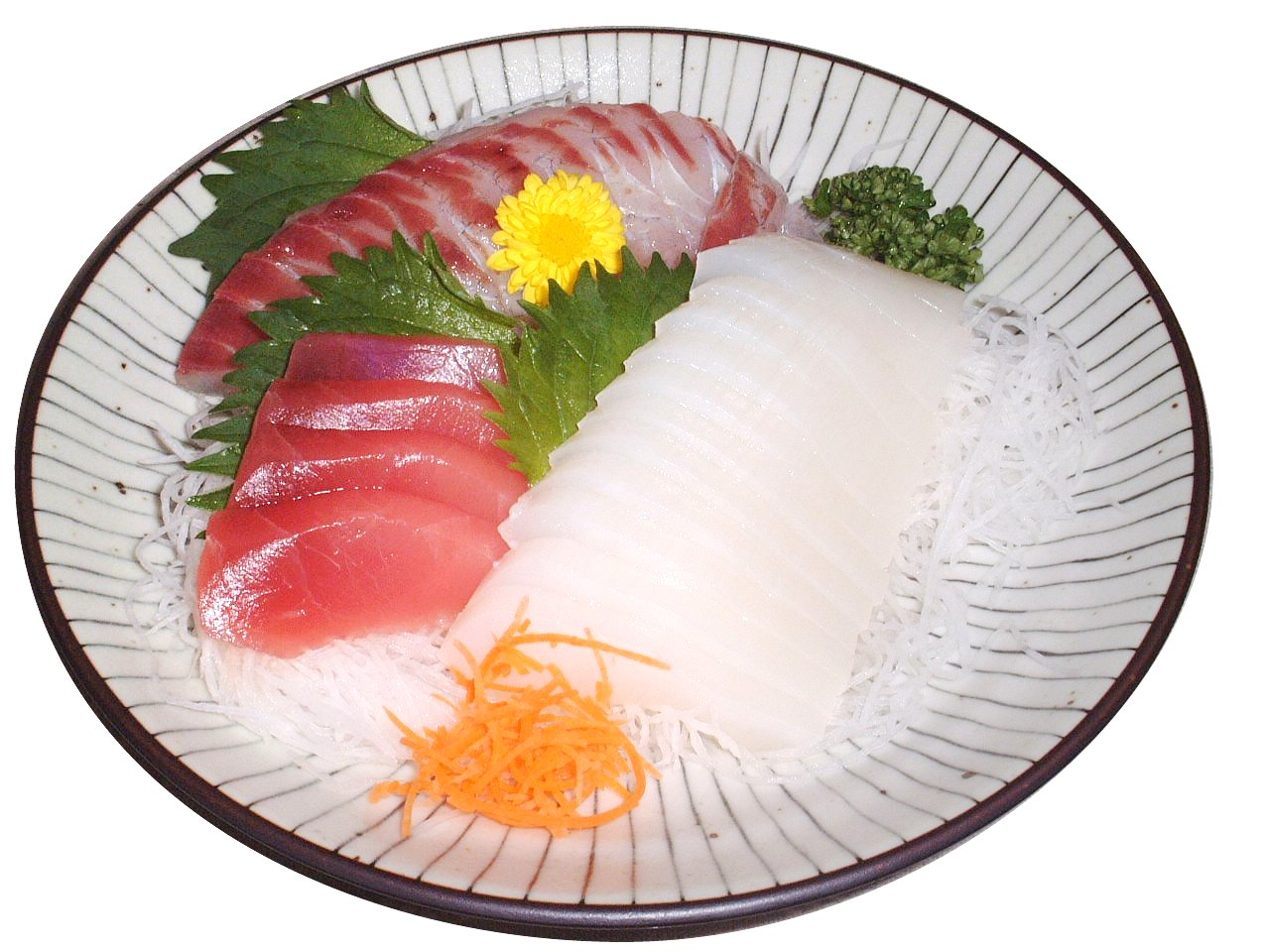
Сашімі

Типовою японською і найекзотичнішою для туристів стравою є Сашімі. Її можна скуштувати практично в кожному ресторані та кожному готелі японського типу. Приготування сашимі не забирає багато часу, оскільки це — просто шматочки свіжої риби та продуктів моря, котрі їдять, вмочуючи в соєвий соус. Ікідзукурі — один із варіантів цієї страви — це ще сира риба, красиво викладена на тарілці та нарізана кухарем так, щоби її можна було розібрати по шматочку паличками для їжі. Страву при цьому прикрашають червоними шматочками м'яса японського тунця, білими шматочками свіжо нарізаного кальмара, креветками та молюсками. Часто сасімі подають з місцевим різновидом цибулі, огірками, м'ятою, японською редискою та хріном.
З релігійними заборонами пов'язана ще одна характерна риса японської кухні: японці порівняно з американцями та європейцями їдять дуже мало яловичини та свинини, а також тваринних жирів, вершкового масла та молочних продуктів, оскільки в буддизмі заборонялося вбивати та їсти тварин.

## Соя
Соя потрапила до Японії з Китаю, вона застосовується в японській кухні в різних видах, проте практично завжди в обробленому вигляді:
- Соєве молоко — відвар з обсмажених і розмелених в порошок, або замочених і перетворених на пюре сухих соєвих бобів.
- Тофу (сир, або, скорше, сир з соєвого молока) — поживна основа для великої кількості страв.
- Юба — пінка, що утворюється на поверхні соєвого молока, коли його кип'ятять для виготовлення тофу. Використовується як замінник м'яса в вегетаріанських стравах.
- Соєвий соус — найпопулярніша приправа японської кухні. Це розсіл від заквашування відварених і подрібнених до консистенції пюре соєвих бобів.
- Соєва паста місо, використовувана як основа для супів і соусів. На відміну від соєвого соусу, місо — це осад, що утворюється у вищезгаданому процесі.
- Ферментовані боби натто.
- Едамаме — відварені боби молочної стиглості в стручках, популярна закуска до пива. Один із небагатьох винятків з правила про вживання обробленої сої.

## Інші рослини
У японській кухні використовуються практично всі культурні й чимало диких їстівних рослин. Зокрема, широко застосовуються
морква, огірки, капуста, салат. Специфічні рослини — васабі, білий видовжений редис дайкон, бамбук, лотос, батат — використовуються для гарнірів та приготування соусів.

## Борошняні вироби

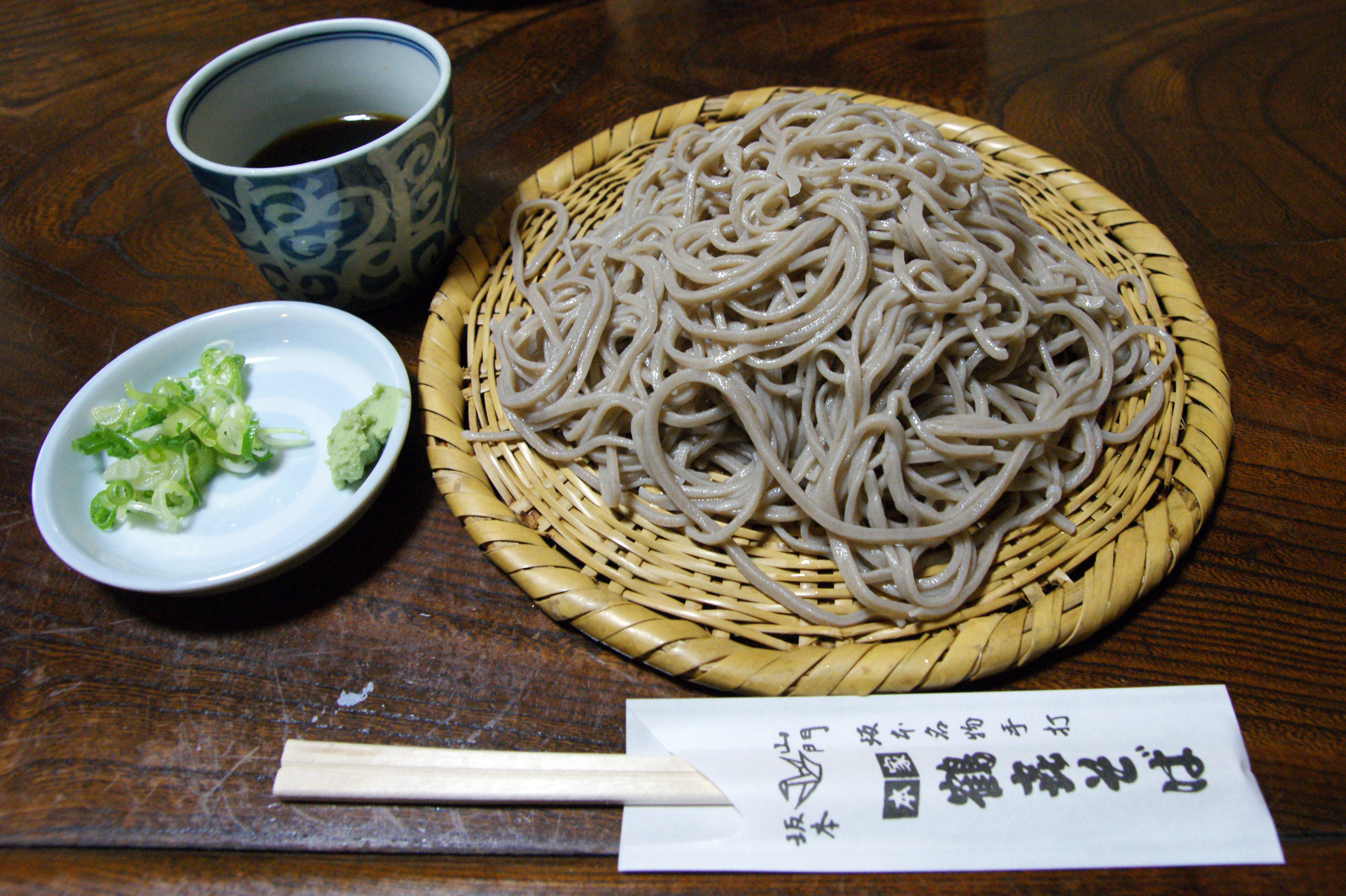
Соба

У японській кухні серед традиційних страв з борошна переважають різновиди локшини. Найпоширеніша локшина з рису. Удон — локшина з пшеничного борошна — зазвичай використовується для приготування супу, приправленого цибулею та спеціями. Різновидом такого супу є кіцуне удон, в нього додають обсмажені до золотавого шматочки соєвого сиру. Соба — локшина з гречаного борошна — вживається як самостійна страва, що подається з соєвим соусом в гарячому чи холодному вигляді. Іноді соба використовують для приготування салатів.
Динна булочка (відома також, як динний хліб або мелон пен) — один із видів солодких булочок, що також дуже популярний на Тайвані, в Китаї та Латинській Америці. Зроблені зі звичайного тіста, яке вкрите зверху тонким шаром хрусткого тіста для печива. Їх зовнішній вигляд нагадує дині-канталуп.

## Традиції та сучасність
Велика увага приділяється зовнішньому виглядові страв. Їжа в Японії не вважається їжею, якщо не виконано три головні умови: майстерна подача та презентація, включно з прикрасами страви та певним розташуванням його складових; підбір посуду, з якого обслуговуються гості; і, звичайно ж, смак їжі. Насолодитися смаком — значить оцінити та сприйняти гармонію всіх складових частин.

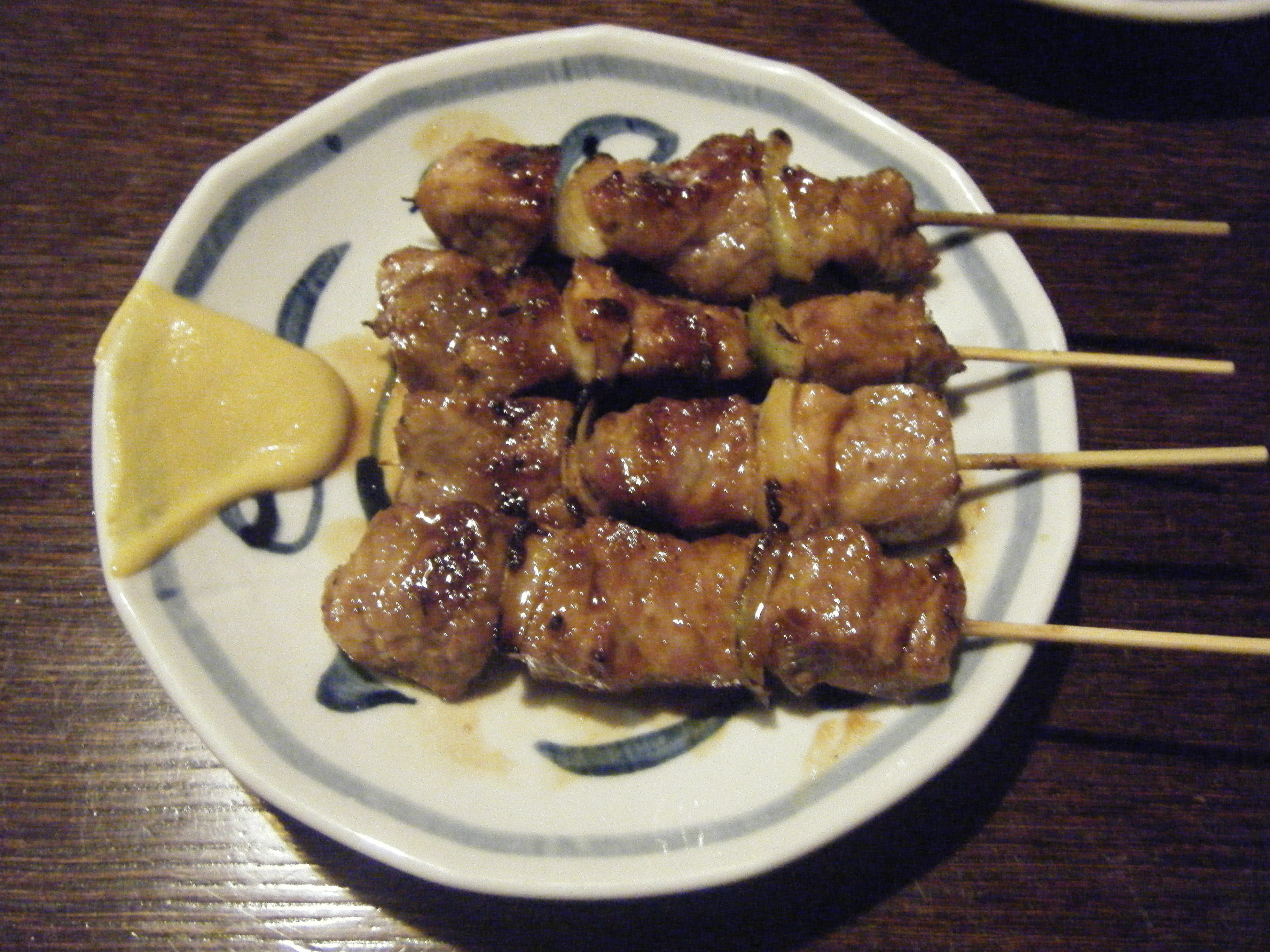
Курчата якіторі

Будь-яка японська страва має бути красивою, але красою простою та помірною, а не такою, що впадає в око та нав'язується, і завдання кухарів — втілити це в життя. Той, хто обідає, має відчути, який настрій викликає у нього та чи інша страва, і, відповідно, сформувати певний підхід до кожної страви. Всі страви японської кухні готуються безпосередньо перед вживанням, за цим процесом можуть спостерігати і клієнти. Через характерну для японської кухні тенденцію до мінімалізму, природний смак та запах страв підкреслюється лише соєвим соусом, васабі, імбиром та лимоном.
Деякі страви, які сьогодні є розповсюдженими в Японії, та стали з часом національними, виникли під впливом Заходу. Серед них дуже популярною як легка закуска є «chicken yakitori», тобто, курка, приготована на шампурах. Бамбукові палички чи шампури з нанизаними шматочками японської цибулі, перцю, курячої печінки та грудинки, заправлені соусом, вкладаються на решітку та готуються на відкритому вогні.

## Страви
- Сашімі
- Суші
- Макі-дзуші
- Окономіякі
- Рамен
- Домбурі
- Кацудон
- Гюдон
- Тонкацу
- Шоґаякі
- Японське карі

## Приправи
У японській кухні вживання спецій обмежене. Замість цього акцент роблять на збереженні свіжості та смаку первинних компонентів страви. У зв'язку з цим місцева кухня має чітко виражений сезонний характер — те, що в Японії їдять влітку, навряд чи будуть їсти взимку.
- васабі — японський хрін
- мірін — солодка рисова настоянка.
- місо — бобова паста.
- саке — рисова настоянка.
- соєвий соус
- фурікаке
- Шоттсуру
- Сітімі тоґарасі
- шісо (буролистка однорічна кучерява) — однорічна трава; використовуються листя і плоди.
- еґома (буролистка однорічна звичайна) — однорічна трава; використовуються листя і плоди.

## Риби
- Сиган смугастий (айґо)

## Рослини
- Цибуля-трибулька ряснолиста
- Японська петрушка

### Гриби

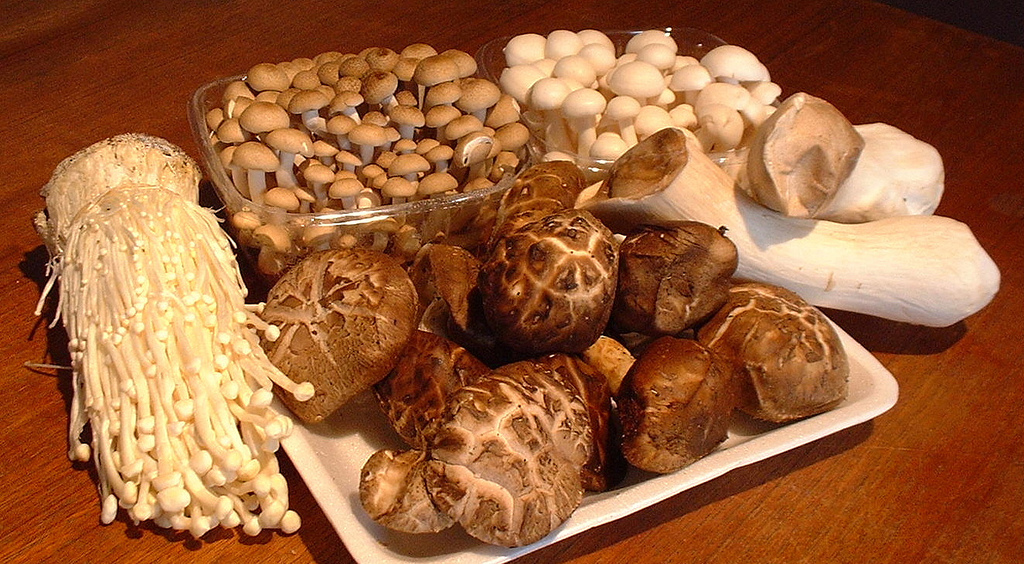
Японські популярні гриби, за годинниковою стрілкою зліва, енокітаке, буна-шімеджі, бунапі-шімеджі, ерінги та шіїтаке (спереду)

- Шіїтаке
- Кікураге
- Шоро
- Енокітаке
- Буна-шімеджі
- Ерінги
- Мацутаке
- Намеко
- Шімеджі

### Водорості
- Араме
- Норі
- Вакаме
- Комбу (страва)